# Turó de Ca l'Amar
El Turó de Ca l'Amar és una muntanya de 416 metres que es troba al municipi d'Arenys de Munt, a la comarca del Maresme.